# 醫學文獻

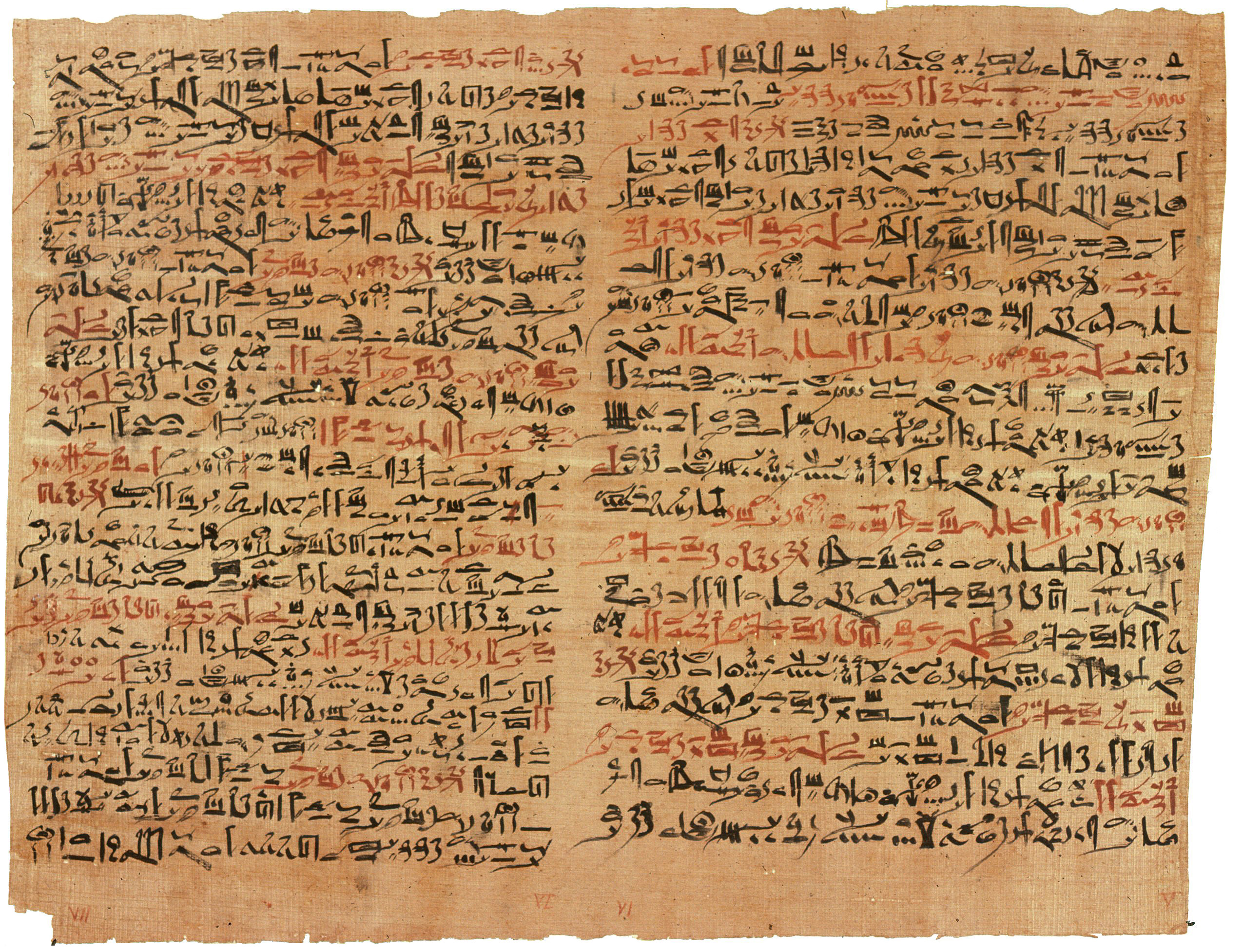
艾德溫·史密斯紙草文稿第6, 7頁，收藏在纽约医学会

醫學文獻（Medical literature）是医学相關的科學文獻，包括醫學期刊中的論文以及醫學書籍中的文字。醫學文獻会參考其它医疗卫生文獻。广义的医学文献包括牙醫學、兽医学、药学、护理学及保健專業等的文献。
有關疾病的診斷、治療及預後的研究文獻的历史可以追溯到上千年前。已知年代最早的醫學文獻是艾德溫·史密斯紙草文稿。最早期的医学文献常常与戰爭有關，因為戰爭是当时社會中重要的部份，也是最常遇到醫療相關問題的情形。

## 醫學期刊

### 医学期刊分类
醫學社群會將資訊在一些期刊上發表。这些期刊文献可以主要分为三类：原著論文（original article）、綜述（review）及案例報告（case report）。
- 原著論文描述作者所進行新研究的方法、結果、討論及結論。依照循证医学的共识，最理想的原著論文应当依隨機對照試驗（RCT）的方式進行，不過實際使用隨機對照試驗的原著論文仍是少數。
- 綜述是对特定臨床關注主題的簡單介紹，目的是為了更新讀者的认知与记忆、增強某個還沒出現在教科書上的概念或總結。其他種類的綜述包括系統綜述及元分析。有時，搜集及整理特定临床主题的出版品会启发一些特殊的臨床困境的解决。
- 案例報告描述一些罕見現象或是新臨床方法的臨床案例。案例報告之所以重要，是因为其能提出一些不常見的醫學症狀，而這些症状在臨床試驗上可能無法觀察到的[1]。目前而言，最頂級的醫學期刊不會收錄案例報告，一方面是因为版面的限制，另一方面则是因为希望可以收錄更大規模、確定性更高的研究成果。

### 普通医学期刊
美国国家医学图书馆旗下的PubMed数据库是常用的医学期刊检索途径，此外Google Scholar、百度学术以及各大学图书馆提供的检索服务一般也可以实现医学期刊的检索。同行評審往往可以使医学期刊成为更为可靠的信息来源。

## 医学教材
医学手册是一类描述特定疾病或多种疾病的诊断、治疗、管理和预后的文献题材，多独立成书。现今已知最早的医学手册是古埃及的艾德溫·史密斯紙草文稿。
当一项内容成为医师诊疗的普遍一致意见后，会被纳入教科書中。这些一致意见会形成针对不同醫學專科乃至特定疾病的教科书。而这些教科书则可以较为全面地阐述疾病本身的特性以及其診斷、治疗与预后。首部由专家编写特定章节的医学教科书是医学博士罗素·塞梭（英語：Russell L. Cecil）在1927年主编的《塞梭医学教材》（英語：the Cecil Textbook of Medicine）。该书随后在全球范围内都取得了成功，使得专家团队编写的教材逐步取代了单人或双人编写的教材。
廷斯利·哈里森的《内科学原理》（英語：Harrison's Principal of Internal Medicine）被认为是阅读人数最多的医学教材。它打破了赛梭教材按照分疾病编排内容的形式，将之改为按照地区和症状排列，使得学生得以了解同一症状的不同原因，而非原先以疾病推症状的模式。《内科学原理》因此被赞扬为将基础科学与临床医学联系的典范。

## 健康资讯
健康资讯往往会在主流的大众媒介中传播，从而影响到医生、普罗大众以及政府。不过，根据美国一项对500则健康新闻的调查，62-77%的这类信息并未有效地告知读者健康资讯中的潜在成本问题、危害性、受益方，消息可靠性以及现有或者替代方案等。尽管新闻媒体的健康资讯能向大众有效传播信息，但在同时也往往传递了健康护理方面错误的或误导性的信息：这一现象背后有时是因为报道者不理解或不能向公众有效表达临床研究结果，有时则又是因为其对内容断章取义。如今，不少网站会评析推荐医学期刊上的文章。

## 互联网的使用
多数主要的医学期刊和教材支持在线浏览，或通过CD-ROM浏览。Medscape和MDLinx之类的在线服务会提供重要的新文章的推荐，有的会附上分析。中文中类似的社区有生物谷等。

## 延伸閱讀
- Podolsky, S. H.; Greene, J. A.; Jones, D. S. . New England Journal of Medicine. 2012, 366 (16): 1457–1461. PMID 22512480. doi:10.1056/NEJMp1113567.